# Modus ponens
Nella logica, il modus ponens (MP), accorciamento del latino modus ponendo ponens ("modo che afferma", lett. "modo che pone con l'aver posto"), è una semplice e valida regola d'inferenza, che afferma in parole:
Se p implica q è una proposizione vera, e anche la premessa p è vera, allora la conseguenza q è vera
o in notazione con operatori logici:
{\displaystyle [(p\rightarrow q)\land p]\vdash q}
dove {\displaystyle \vdash } rappresenta l'asserzione logica, nota anche come sequente. Questa forma di deduzione ha due premesse: la prima è l'asserzione "se-allora" o Asserzione condizionale, cioè che p implica q. La seconda premessa è che p, l'ipotesi dell'asserzione condizionale, sia vera. Da queste due premesse si può logicamente dedurre che q, la conseguenza nell'affermazione condizionale, dev'essere vera anch'essa.
La regola viene talvolta denominata: principio di disgiunzione, affermazione dell'antecedente, ragionamento diretto.
La stessa conclusione si evince immediatamente dalla tabella di verità della implicazione logica.
| {\displaystyle p} | {\displaystyle q} | {\displaystyle p\rightarrow q} |
| F                 | F                 | V                              |
| F                 | V                 | V                              |
| V                 | F                 | F                              |
| V                 | V                 | V                              |
| ----------------- | ----------------- | ------------------------------ |

La premessa maggiore è la implicazione logica (terza colonna). Leggendo la tabella al contrario, se si tiene vera la premessa maggiore e "p" è vera (premessa minore), necessariamente si cade nel quarto caso, che riporta che anche q è vera.

## Esempi
Il seguente è un esempio di argomentazione nella forma di modus ponens:
Il fatto che l'inferenza sia valida non può assicurarci che ognuna delle asserzioni contenute sia vera; la validità del modus ponens ci dice che la conclusione deve essere vera se tutte le premesse sono vere. È bene ricordare che una valida regola di inferenza in cui una o più premesse non sono vere è chiamata inferenza infondata, laddove tutte le premesse sono vere, allora l'inferenza è fondata. Nella gran parte dei sistemi logici, il Modus Ponens è considerato valido; tuttavia le sue istanze possono essere fondate o infondate.
- Se la regola d'inferenza è il modus ponens e le sue premesse sono vere, allora è fondata.
- Le premesse sono vere.
- Dunque l'inferenza è fondata.

Una inferenza che utilizza il modus ponens viene chiamata deduttiva.
Per un divertente dialogo che mette in discussione il modus ponens, vedi Quello che la Tartaruga disse a Achille, di Lewis Carroll.